# Michał Hładij
Michał Hładij (ur. 8 września 1881 w Chorostkowie, zm. 9 lutego 1934 w Krakowie) – polski chirurg, naczelny lekarz szpitala oo. Bonifratrów w Krakowie, honorowy członek Zakonu św. Jana Bożego, członek założyciel, członek honorowy i długoletni prezes Krakowskiego Klubu Automobilowego.

## Życiorys
Stopień doktora nauk medycznych otrzymał w 1908 roku. Był uczniem i asystentem Bronisława Kadera. W swoich wspomnieniach pisali o nim Kornel Michejda,  Stanisław Broniewski i Karol Irzykowski. Podczas I wojny światowej kierował kliniką chirurgii w zastępstwie Kadera. W Krakowie mieszkał przy ul. Długiej 60. W 1923 był operatorem i kosulentem w Szpitalu Bonifratrów w Krakowie.
Pochowany został na Cmentarzu Rakowickim.

## Wybrane prace
- Torbiel trzustki. Przegląd Pediatryczny 6, 1, s. 87, 1913
- Operacya przepukliny udowej. W: Pamiętnik Zjazdu Chirurgów Polskich w Warszawie (1911) ss. 115–117